# Meherpur (distrito)
Meherpur é um distrito no sudoeste de Bangladesh,  que também é o menor distrito de Bangladesh. É uma parte de Khulna. Antes de 1984, era uma parte de Kushtia.  Meherpur é um bairro histórico de Bangladesh pelo fato de que a Proclamação da Independência foi solenemente feita na aldeia Baidyanathtola (agora Mujibnagar), em 17 de Abril de 1971, neste distrito. O primeiro governo provisório de Bangladesh nasceu aqui, sob a liderança de Tajuddin Ahmed. Depois daquele dia, em 18 de abril de 1971, o exército Pak matou 8 pessoas na vila Amjhupi.